# Entognatha
Entognatha é uma classe de artrópodes ametabólicos, que em conjunto com os insectos, formam os hexápodes. Não possuem asas e como tal não são considerados insectos, embora sejam relacionados com eles. As três ordens que pertencem a este grupo são os Collembola, Diplura e Protura. É aceite que a condição de hexápodes destes animais evoluiu independentemente dos insectos. Mais ainda, esta condição evoluiu independentemente dentro de cada grupo. Estas três ordens não são proximamente relacionadas e os Entognatha são considerados como um grupo polifilético.
Na literatura mais antiga estas três ordens costumam aparecer como integrantes da classe Insecta.

## Morfologia
Estes pequenos artrópodes são primitivamente ápteros (sem asas), ao contrário de outras ordem de insectos que perderam as suas asas de maneira secundária (mas derivam de antepassados com asas). O nome do grupo advém da sua estrutura bucal, cujas peças ficam envolvidas numa bolsa situada na cabeça.
Outras diferenças em relação aos insectos são: cada segmentos das antenas é provido de musculatura (nos insectos, apenas os dois segmentos basais possuem musculatura); das três ordem apenas os colêmbolos possuem olhos (no entanto, muitos colêmbolos são cegos, e mesmo quando olhos compostos estão presentes, possuem no máximo 16 omatídeos esparsos de cada lado da cabeça (Kristensen 1998).
As principais sinapomorfias dos Entognatha é a própria entognatia e a redução de várias estruturas, incluindo os túbulos de Malpighi e os olhos compostos.